# 格勒迪什泰亞鄉 (布勒伊拉縣)
45°16′N 27°23′E / 45.267°N 27.383°E
格勒迪什泰亞鄉（羅馬尼亞語：Comuna Grădiștea, Brăila），是羅馬尼亞的鄉份，位於該國東南部，由布勒伊拉縣負責管轄，面積61平方公里，海拔高度41米，2007年人口2,398，人口密度每平方公里39人。